# Ніколас Альперіс
Ніколас Альперіс (ісп. Nicolás Alpériz; 1865 — 1928, Севілья) — іспанський художник-костумбрист, відомий своєю гнучкою та точною технікою. Деякі з його робіт, наприклад, «Розповідь про відьм», яка була нагороджена на Всесвітній виставці в Парижі в 1898, виставляються в Музеї мистецтв Севільї.
Його повне ім'я — Ніколас Хіменес Кабайеро Альреріс, але картини він підписував завжди лише першим та останнім. Як художник сформувався в Школі мистецтв Севільї, де він наслідував Едуарда Кано, Мануеля Баррона та Хіменеса Аранда.
Належав до школи пейзажистів Алькала де Ґуадайра, в місцевості де він жив. Місцевість та люди цього краю зображені на багатьох його картинах.

## Обрані твори (галерея)

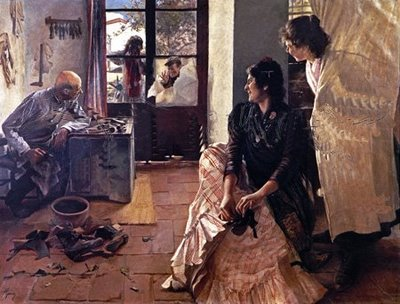
Ніколас Альперіс. «Вечірнє привітання майстра», 1895 р.
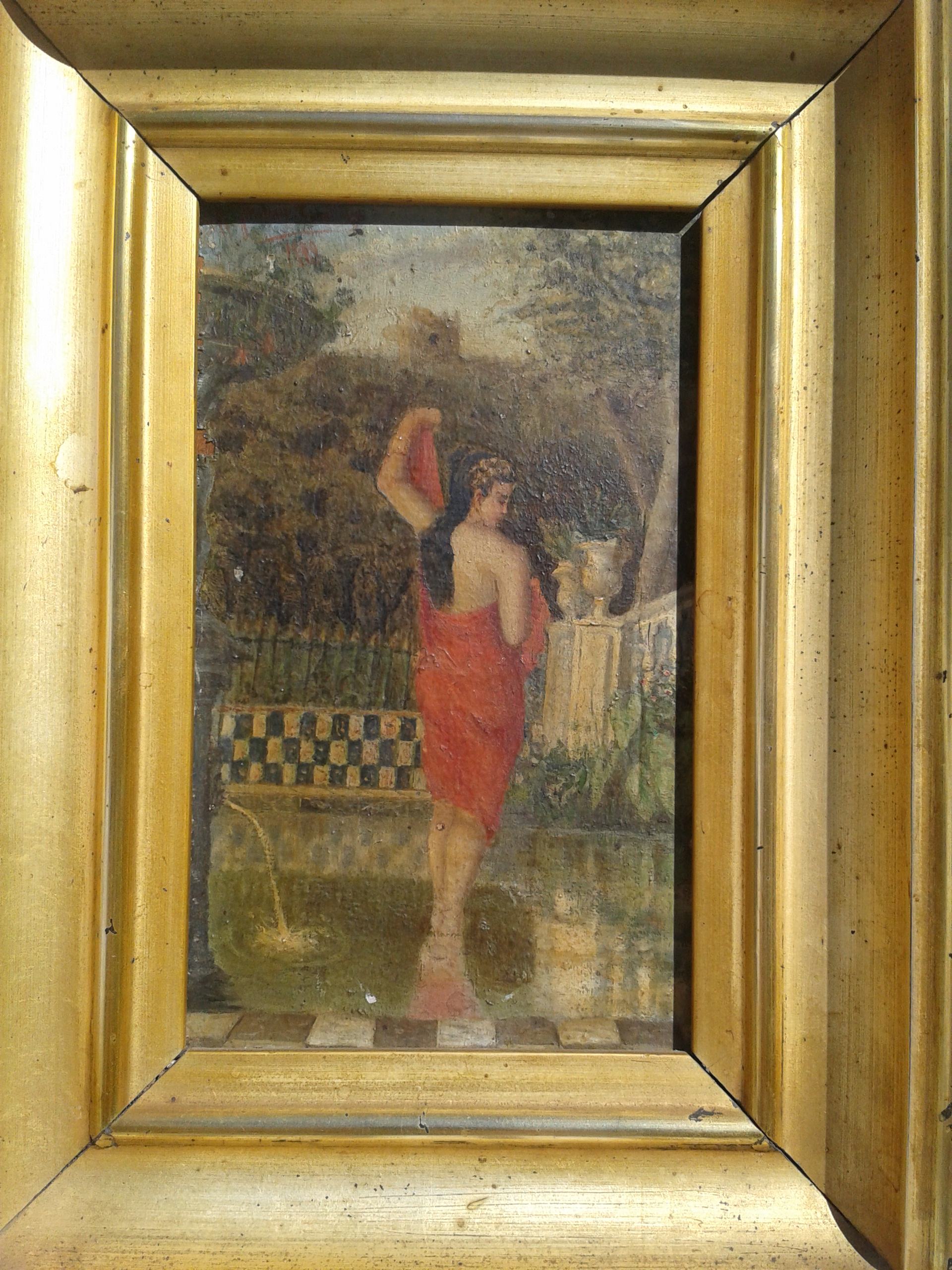
Ніколас Альперіс. В севільському дворику
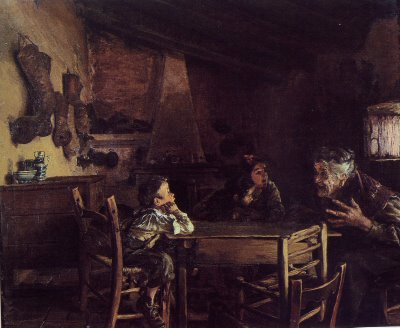
Ніколас Альперіс. «Страшна казка», 1900 р.
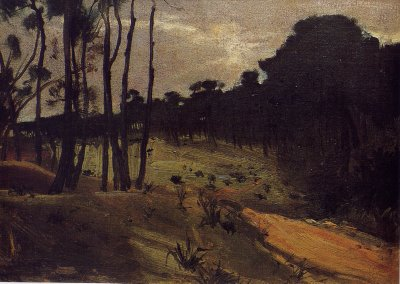
Ніколас Альперіс. «Пейзаж з пініями», до 1910 р.